# Cephalocera nigerrima
Cephalocera nigerrima är en tvåvingeart som beskrevs av Hesse 1969. Cephalocera nigerrima ingår i släktet Cephalocera och familjen Mydidae. Inga underarter finns listade i Catalogue of Life.